# Affrontements du 19 août 1945 à Saint-Raphaël
Les affrontements du 19 août 1945 opposent des tirailleurs sénégalais aux gendarmes et militaires français dans la ville de Saint-Raphaël, en France.
Après la mort par balles d'un tirailleur sénégalais tué par un officier, environ 300 à 400 tirailleurs descendent sur la ville pour s'opposer aux militaires français. Parmi de nombreux blessés, deux civils et un gendarme sont tués par les tirailleurs.